# جیب

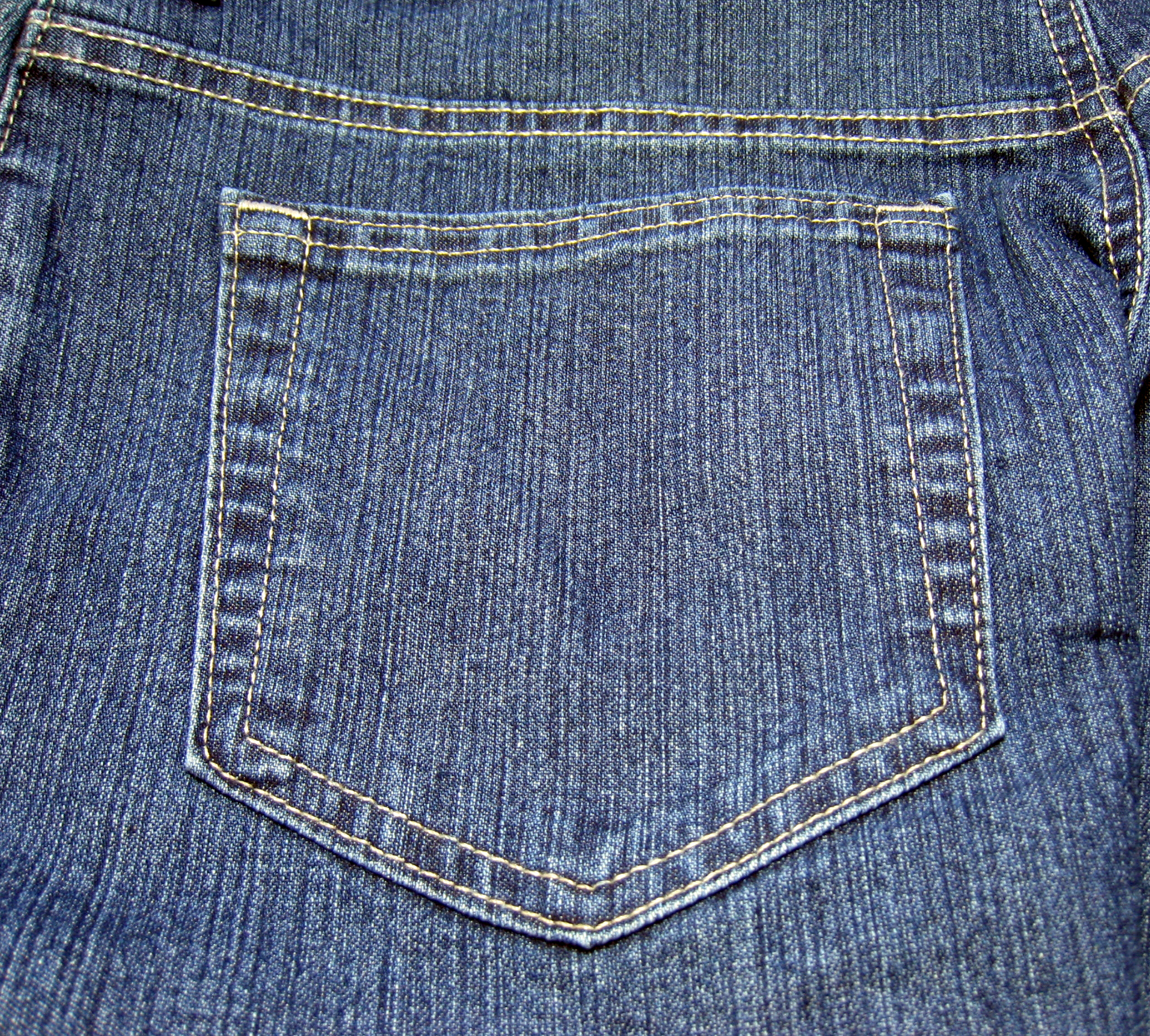
جیب در پشت یک شلوار جین آبی.

جیب کیسه‌مانندی است که به لباس می دوزند تا در آن پول یا کیف پول و امثال آن را قرار دهند.
نام فارسی متداول جیب در خراسان، کیٖسَن است.